# Liste der Biografien/Yaq
Liste der Biografien |
Portal Biografien |
Personensuche
# |
A |
B |
C |
D |
E |
F |
G |
H |
I |
J |
K |
L |
M |
N |
O |
P |
Q |
R |
S |
T |
U |
V |
W |
X |
Y |
Z |
?
 
Ya |
Yb |
Yc |
Yd |
Ye |
Yf |
Yg |
Yh |
Yi |
Yk |
Yl |
Ym |
Yn |
Yo |
Yp |
Yr |
Ys |
Yt |
Yu |
Yv |
Yw |
Yx |
Yz
 
Yaa |
Yab |
Yac |
Yad |
Yae |
Yaf |
Yag |
Yah |
Yai |
Yaj |
Yak |
Yal |
Yam |
Yan |
Yao |
Yap |
Yaq |
Yar |
Yas |
Yat |
Yau |
Yav |
Yaw |
Yax |
Yay |
Yaz
Die Liste der Biografien führt alle Personen auf, die in der deutschsprachigen Wikipedia einen Artikel haben. Dieses ist eine Teilliste mit 9 Einträgen von Personen, deren Namen mit den Buchstaben „Yaq“ beginnt.

## Yaq

### Yaqo
- Yaqoob, Mullah (* 1990), ältester Sohn von Mullah Mohammed Omars und TalibankämpferMullah Yaqoob (* 1990)

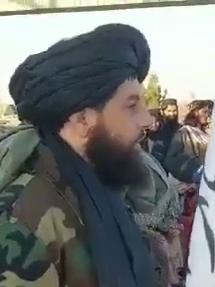
Mullah Yaqoob (* 1990)

- Yaqoob, Salem Eid (* 1996), bahrainischer Sprinter nigerianischer Herkunft
- Yaqoubi, Gholam Reza (* 1991), afghanischer Fußballspieler

### Yaqu
- Yaqub ibn Killis (930–991), Wesir unter den Fatimiden
- Yaqūb ibn Tāriq, persischer Astronom und Mathematiker
- Yaʿqūbī, al-, arabischer Historiker und Geograph
- Yaqubi, Davud (* 1982), afghanischer Fußballspieler
- Yaqut al-Mustaʿsimi, arabischer Kalligraf
- Yāqūt ar-Rūmī († 1229), orientalischer Geograph